# هاجيمي إيشي
هاجيمي إيشي (باليابانية: 石井 肇) (26 مايو 1959 في كاناغاوا في اليابان – )؛ هو لاعب كرة قدم ياباني سابق كان يلعب كمدافع.

## وصلات خارجية
- J.League Data Site (باليابانية)